# 베리에이션 〈변주곡〉
《베리에이션 〈변주곡〉》(일본어: バリエーション〈変奏曲〉 바리에숀 헨소쿄쿠[*])은 일본의 여가수 나카모리 아키나(中森明菜)의 두 번째 정규 음반으로 1982년 10월 27일에 발매하였다. (LP: L-12550, CT: LKF-8050)
이미 그녀의 두 번째 싱글인 〈소녀A〉가 7월 28일 발매된 이래 히트를 거듭하였고 이어서 정규 음반마저 출시하였다. 이 때 음반 밑에는 “대히트 앨범 《프롤로그》에 이은 두 번째 앨범 완성!! 첫 앨범과는 또다른 아키나의 새로운 매력이 여기에 담겨있습니다.”(大ヒットアルバム「プロローグ」に続くセカンド・アルバム完成!!ファースト・アルバムとはまた違った、明菜の新しい魅力がここにあります)라는 홍보 문구까지 삽입했다. 바로 이전 음반인 《프롤로그 〈서막〉》과 마찬가지로 이 음반에 수록되어 있던 곡으로 나카모리는 이듬해에  전국 콘서트 투어를 처음으로 개최하였다. 1982년 11월 8일, 오리콘 주간 앨범 차트에 처음으로 진입, 곧바로 2주 연속 1위를 달성하였고 해를 넘겨 1983년 1월 24일에도 1위를 마크하여 통산 3주 1위를 차지하였다. 이후로도 34주 동안 오리콘 주간 차트 톱100에 머물렀고 1983년 연간 앨범 차트 9위를 달성하는 준수한 성적을 거뒀다.

## 수록곡
| #            | 제목                                                                                    | 작사            | 작곡              | 편곡          | 재생 시간 |
| ------------ | --------------------------------------------------------------------------------------- | --------------- | ----------------- | ------------- | --------- |
| 1.           | 〈〈인트로덕션〉(イントロダクション 인트로다쿠숀[*])〉                                  |                 | 와카쿠사 케이     | 와카쿠사 케이 | 1:46      |
| 2.           | 〈〈캔슬!〉(キャンセル! 캰세루[*])〉                                                    | 우리노 마사오   | 이즈 카즈히코     | 하기타 미츠오 | 3:24      |
| 3.           | 〈〈나른한 오후〉(脆い午後 모로이고고[*])〉                                             | 나카자토 츠즈루 | 미무로 노보루     | 하기타 미츠오 | 4:21      |
| 4.           | 〈〈애수마술〉(哀愁魔術 아이슈마지쿠[*])〉                                              | 모리 유키노지요 | 코스기 야스오     | 하기타 미츠오 | 4:32      |
| 5.           | 〈〈화려하게 피는 꽃에게…〉(咲きほこる花に…… 사키호코루하나니[*])〉                     | 키스기 에츠코   | 키스기 다카오     | 와카쿠사 케이 | 4:37      |
| 6.           | 〈〈요코하마 A·KU·MA〉(ヨコハマA・KU・MA)〉                                             | 나카자토 츠즈루 | 미나미 요시타카   | 하기타 마츠오 | 3:42      |
| 7.           | 〈〈메르헨 로케이션〉(メルヘン・ロケーション 메루헨 로케숀[*])〉                        | 나카자토 츠즈루 | 미무로 노보루     | 하기타 미츠오 | 4:37      |
| 8.           | 〈〈소녀A〉(少女A 쇼조에[*])〉                                                          | 우리노 마사오   | 세리자와 히로아키 | 하기타 미츠오 | 3:34      |
| 9.           | 〈〈제7감 (세티엠 산스)〉(第七感（セッティエーム・サンス) 다이나나칸 셋티에무산스[*])〉 | 시노즈카 마유미 | 미나미 요시타카   | 하기타 미츠오 | 4:12      |
| 10.          | 〈〈X3 (바이바이) 럴러바이〉(Ｘ3（バイバイ）ララバイ 바이바이 라라바이[*])〉            | 모리 유키노지요 | 코스기 야스오     | 하기타 미츠오 | 3:43      |
| 11.          | 〈〈카타스트로피의 우산〉(カタストロフィの雨傘 카타스토로히노 아마가사[*])〉            | 시노즈카 마유미 | 이즈미 츠네히로   | 와카쿠사 케이 | 4:56      |
| 12.          | 〈〈~(엔딩)〉(〜（エンディング） 엔딘구[*])〉                                           |                 | 와카쿠사 케이     | 와카쿠사 케이 | 0:44      |
| 총 재생 시간 | 총 재생 시간                                                                            | 총 재생 시간    | 총 재생 시간      | 총 재생 시간  | 44:08     |